# Soul’d Out
Soul’d Out war eine Hip-Hop-Gruppe aus der japanischen Hauptstadt Tokio, die zwischen 1999 und 2009 sowie von 2010 bis 2014 bestand.
Mitglieder der Gruppen Diggy-MO’, Bro.Hi und Shinnosuke, die dieser bis zu ihrer endgültigen Trennung ununterbrochen angehörten. Zur Diskografie des Trios zählen sechs Studioalben, vier Remixalben, drei Kompilationen, sechs Livealben sowie 20 Singleveröffentlichungen, die allesamt Notierungen in den heimischen Oricon-Musikcharts erreichten. Den Schallplattenauszeichnungen zufolge verkaufte Soul’d Out mehr als 1,6 Millionen Einheiten alleine in ihrer Heimat.

## Geschichte
Im Jahr 1999 gründeten Diggy-MO’, Bro.Hi und Shinnosuke die Hip-Hop-Gruppe Soul’d Out und gaben ab 2001 zunächst vermehrt Konzerte in Tokio. Im November 2002 veröffentlichten die Musiker eine Demoaufnahme, die aus eigener Tasche finanziert wurde. Nachdem die Gruppe einen Wettbewerb des Musiklabels SME Japan für sich entscheiden konnten, nahm diese die Musiker unter Vertrag.
Am 22. Januar 2003 erschien mit Wekapipo (ウェカピポ) die Major-Debütsingle, die eine Chartnotierung in den Oricon-Singlecharts erreichen konnte und zwischenzeitlich mit zwei goldenen Schallplatten in ihrer Heimat ausgezeichnet wurde. Außerdem eröffnete die Band ein Showcase-Konzert des US-amerikanischen Sängers Justin Timberlake. Es folgten die Veröffentlichungen der Singles Flyte Time und Dream Drive/Shut Out im April bzw. Juli des Jahres 2003. Das nach der Gruppe benannte Debütalbum kam Ende August desselben Jahres in Japan auf den Markt, erreichte Platz drei der heimischen Charts und erhielt von der Recording Industry Association of Japan Platin. Das Jahr schlossen die Musiker mit der Herausgabe ihrer vierten Single Love, Peace & Soul im November und des ersten Remixalbums Movies & Remixies im Dezember ab.
Das Jahr 2004 startete die Gruppe mit der Veröffentlichung ihrer fünften Single 1,000,000 Monsters Attack im April. Das Lied ist im Soundtrack des Sport-Simulationsspiels FIFA 2005 enthalten. Die Musiker waren Opening-Act für Mary J. Blige, die ein Konzert im Nippon Budōkan spielte. Es folgten zwei weitere Singleveröffentlichungen, sowie der erste internationale Auftritt den die Gruppe auf Taiwan absolvierte. Nach der Herausgabe der Single To All Tha Dreamers Anfang des Jahres 2005, folgte im Februar das gleichnamige zweite Studioalbum. Das Lied To All Tha Dreamers ist im Abspann der Animeserie Yakitate!! Japan zu hören. Mit Movies & Remixies 2, Iruka und Alive erschienen zudem ein weiteres Remixalbum sowie zwei Singles. Außerdem nahmen Soul’d Out am Music Battle des Senders MTV Taiwan teil. Das Jahr 2006 sah weitere musikalische Veröffentlichungen in Form mehrerer Singles, dem dritten Studioalbum Alive, dem dritten Remixalbum Remixies & Outside sowie der Kompilation Singles Collection vor. Außerdem absolvierte die Gruppe ihr erstes Konzert in Südkorea. Im Zuge der Veröffentlichung ihrer dreizehnten Single Starlight Destiny wurde ein Komet des Meteorstroms der Perseiden symbolisch nach der Gruppe benannt. Im Jahr 2007 spielten Soul’d Out ihr erstes Konzert in der Volksrepublik China. Das Lied Voodoo Kingdom aus der vierzehnten Single Grown Kids/Voodoo Kingdom fungierte als Titellied des Animefilms Phantom Blood des JoJo’s-Universums. Der Film wurde kurz nach der Veröffentlichung in den japanischen Kinos vom Mangaverlag Shueisha an sich genommen und nie auf einem Bildträger veröffentlicht, sodass dieser als verloren betrachtet wird. Der Schöpfer der JoJo’s-Mangas, Hirohiko Araki, referenzierte den Film in seinem Werk und benannte zwei Bösewichter nach Liedern der Gruppe.
Die fünfzehnte Single, die unter dem Titel Megalapolis Patrol erschien, fungierte als Titelmusik der japanischen Fassung der Cartoonserie The Boondocks. Mit dem Lied Catwalk, welches im Jahr 2006 als Single herausgegeben wurde, steuerte das Trio ein Beitrag für den Soundtrack der Actionkomödie Heat Island bei, der im Oktober des Jahres 2007 in den japanischen Kinos startete. Im Jahr 2008 erschien mit Attitude das vierte Studioalbum. Außerdem kamen mit Flip Side Collection und Movies & Remixies 4 eine weitere Kompilation bzw. Remixalbum auf den japanischen Markt.
Im Jahr 2009 legte die Gruppe eine kreative Schaffenspause ein, da die Mitglieder allesamt eine musikalische Nebenkarriere starteten. Diggy-MO’ startete im November des Jahres 2008 eine Solokarriere mit der Veröffentlichung der Single Bakusō Yumeuta, dessen gleichnamiges Lied in der Vorspannsequenz der Anime-Fernsehserie Soul Eater zu hören ist. Diggy-MO’s Lied Stay Beautiful ist überdies im Abspann der Animeserie Bleach zu hören. Insgesamt veröffentlichte er als Solomusiker vier Studioalben. Seit 2023 ist er als Songwriter für die fiktive Symphonic-Metal-Band Ave Mujica aktiv. Bro.Hi gründete die Band EdgePlayer, welches DJying mit Rockmusik kombiniert. In dieser fungiert er als Sänger. Im Juli des Jahres 2009 erschien mit In Humanity das erste Minialbum der Gruppe. Ein Jahr später erschien deren erstes Debütalbum Twisted. Shinnosuke startete ein Solo-Musikprojekt mit dem Namen S’capade und veröffentlichte das gleichnamige Debütalbum am 9. Juni 2010. An diesem Album wirkten unter anderem die Musikerinnen Sowelu, Anna Tsuchiya, Mao Denda und Satomi Takasugi als Sängerinnen mit. Nach dem Ende von Soul’d Out gründete Shinnosuke unter anderem die Dance-Rock-Gruppe Will Experiment.
Im September des Jahres 2010 fand das Trio wieder zusammen und gaben im selben Monat in Shibuya ihr Comeback-Konzert. Es folgten die Veröffentlichungen der Singles and 7, Superfeel und Singin’ My Lu. Letztere ist im Abspann der Animeserie Chōyaku Hyakunin Isshu: Uta Koi zu hören. Zudem veröffentlichten die Musiker das fünfte Studioalbum so_mania im August des Jahres 2019. Im Jahr 2013 erschien mit Decade eine Best-of-Box zum zehnjährigen Jubiläum der Gruppe. Die Musiker gaben am 30. Januar 2014 ihre Auflösung bekannt, nachdem Shinnosuke aufgrund persönlicher Gründe seinen Ausstieg aus der Gruppe angekündigt hatte. Am 9. April 2014 erschien das sechste und letzte Studioalbum der Gruppe unter dem Titel To From. Das Abschiedskonzert fand am 19. Juli gleichen Jahres vor 2,500 Besuchern im Studio Cast in Shin-Kiba, Tokio statt und umfasste eine Setlist mit 38 Stücken. Dieses Konzert wurde komplett aufgezeichnet und im Oktober auf DVD und Blu-ray-Disc veröffentlicht.
Am 27. August 2024 eröffneten die Musiker einen offiziellen TikTok-Account. Das Debütalbum der Gruppe erschien am gleichen Tag des Jahres 2003. Der erste Post war ein Video zum Lied Wekapipo, ihrer Debütsingle.

## Diskografie

### Studioalben
| Jahr | Titel Musiklabel              | Höchstplatzierung, Gesamtwochen, AuszeichnungChartsChartplatzierungen (Jahr, Titel, Musiklabel, Platzierungen, Wochen, Auszeichnungen, Anmerkungen) | Anmerkungen                           |
| Jahr | Titel Musiklabel              | JP | Anmerkungen                           |
| ---- | ----------------------------- | --- | ------------------------------------- |
| 2003 | Soul’d Out SME Japan          | JP3 Platin · (54 Wo.)JP | Erstveröffentlichung: 27. August 2003 |
| 2005 | To All Tha Dreamers SME Japan | JP2 Platin · (21 Wo.)JP | Erstveröffentlichung: 2. Februar 2005 |
| 2006 | Alive SME Japan               | JP3 Gold · (15 Wo.)JP | Erstveröffentlichung: 8. März 2006    |
| 2008 | Attitude SME Japan            | JP7 (8 Wo.)JP | Erstveröffentlichung: 23. Januar 2008 |
| 2012 | so mania SME Japan            | JP19 (4 Wo.)JP | Erstveröffentlichung: 29. August 2012 |
| 2014 | To From SME Japan             | JP17 (5 Wo.)JP | Erstveröffentlichung: 9. April 2014   |

### Remixalben
| Jahr | Titel Musiklabel              | Höchstplatzierung, Gesamtwochen, AuszeichnungChartsChartplatzierungen (Jahr, Titel, Musiklabel, Platzierungen, Wochen, Auszeichnungen, Anmerkungen) | Anmerkungen                             |
| Jahr | Titel Musiklabel              | JP | Anmerkungen                             |
| ---- | ----------------------------- | --- | --------------------------------------- |
| 2003 | Movies & Remixies SME Japan   | JP22 (7 Wo.)JP | Erstveröffentlichung: 10. Dezember 2003 |
| 2005 | Movies & Remixies 2 SME Japan | JP13 (5 Wo.)JP | Erstveröffentlichung: 18. Mai 2005      |
| 2006 | Remixes & Outside SME Japan   | JP24 (4 Wo.)JP | Erstveröffentlichung: 21. Juni 2006     |
| 2008 | Movies & Remixies 4 SME Japan | JP32 (2 Wo.)JP | Erstveröffentlichung: 30. Juli 2008     |

### Kompilationen
| Jahr | Titel Musiklabel               | Höchstplatzierung, Gesamtwochen, AuszeichnungChartsChartplatzierungen (Jahr, Titel, Musiklabel, Platzierungen, Wochen, Auszeichnungen, Anmerkungen) | Anmerkungen                             |
| Jahr | Titel Musiklabel               | JP | Anmerkungen                             |
| ---- | ------------------------------ | --- | --------------------------------------- |
| 2006 | Single Collection SME Japan    | JP2 Platin · (18 Wo.)JP | Erstveröffentlichung: 27. Dezember 2006 |
| 2008 | Flip Side Collection SME Japan | JP39 (3 Wo.)JP | Erstveröffentlichung: 5. März 2008      |
| 2013 | Decade SME Japan               | JP32 (4 Wo.)JP | Erstveröffentlichung: 23. Januar 2013   |

### Singles
| Jahr | Titel Album                                                                | Höchstplatzierung, Gesamtwochen, AuszeichnungChartsChartplatzierungen (Jahr, Titel, Album, Platzierungen, Wochen, Auszeichnungen, Anmerkungen) | Anmerkungen                                                                                             |
| Jahr | Titel Album                                                                | JP | Anmerkungen                                                                                             |
| ---- | -------------------------------------------------------------------------- | --- | --- |
| 2003 | Wekapipo (ウェカピポ) Soul’d Out                                           | JP16 Gold + Gold (Digital) · (25 Wo.)JP | Erstveröffentlichung: 22. Januar 2003                                                                   |
| 2003 | Flyte Time Soul’d Out                                                      | JP10 Gold · (19 Wo.)JP | Erstveröffentlichung: 9. April 2003                                                                     |
| 2003 | Dream Drive/Shut Out Soul’d Out                                            | JP7 (11 Wo.)JP | Erstveröffentlichung: 9. Juli 2003                                                                      |
| 2003 | Love, Peace & Soul To All Tha Dreamers                                     | JP10 (11 Wo.)JP | Erstveröffentlichung: 19. November 2003                                                                 |
| 2004 | 1,000,000 Monsters Attack To All Tha Dreamers                              | JP7 Gold · (11 Wo.)JP | Erstveröffentlichung: 21. April 2004 FIFA 2005 Soundtrack                                               |
| 2004 | Magenta Magenta To All Tha Dreamers                                        | JP10 (8 Wo.)JP | Erstveröffentlichung: 14. Juli 2004                                                                     |
| 2004 | Blues To All Tha Dreamers                                                  | JP9 (8 Wo.)JP | Erstveröffentlichung: 3. November 2004                                                                  |
| 2005 | To All Tha Dreamers                                                        | JP7 Gold + Gold (Digital) · (15 Wo.)JP | Erstveröffentlichung: 1. Januar 2005 Abspann: Yakitate!! Japan                                          |
| 2005 | Iruka (イルカ) Alive                                                       | JP11 (6 Wo.)JP | Erstveröffentlichung: 31. August 2005                                                                   |
| 2005 | Alive                                                                      | JP15 Gold (Digital) · (10 Wo.)JP | Erstveröffentlichung: 7. Dezember 2005                                                                  |
| 2006 | Tokyo Tsūshin ~Urbs Communication~ (TOKYO通信〜Urbs Communication〜) Alive | JP13 Gold (Digital) · (8 Wo.)JP | Erstveröffentlichung: 8. Februar 2006                                                                   |
| 2006 | Catwalk Alive                                                              | JP15 (7 Wo.)JP | Erstveröffentlichung: 26. April 2006                                                                    |
| 2006 | Starlight Destiny Attitude                                                 | JP6 (8 Wo.)JP | Erstveröffentlichung: 27. September 2006                                                                |
| 2007 | Grown Kids/Voodoo Kingdom Attitude                                         | JP12 (6 Wo.)JP | Erstveröffentlichung: 21. Februar 2007 Voodoo Kingom: Titellied JoJo’s Bizarre Adventure: Phantom Blood |
| 2007 | Megalopolis Patrol Attitude                                                | JP17 (6 Wo.)JP | Erstveröffentlichung: 5. September 2007 Vorspann: The Boondocks in Japan                                |
| 2007 | Tongue Te Tongue Attitude                                                  | JP10 (5 Wo.)JP | Erstveröffentlichung: 3. Oktober 2007                                                                   |
| 2007 | Cozmic Travel Attitude                                                     | JP16 (4 Wo.)JP | Erstveröffentlichung: 28. November 2007                                                                 |
| 2011 | and 7 so_mania                                                             | JP22 (4 Wo.)JP | Erstveröffentlichung: 27. April 2011                                                                    |
| 2012 | Superfeel so_mania                                                         | JP44 (2 Wo.)JP | Erstveröffentlichung: 25. April 2012                                                                    |
| 2012 | Singin’ My Lu so_mania                                                     | JP38 (2 Wo.)JP | Erstveröffentlichung: 1. August 2012 Abspann: Chōyaku Hyakunin Isshu: Uta Koi                           |

### Videoalben
| Jahr | Titel Musiklabel                                               | Höchstplatzierung, Gesamtwochen, AuszeichnungChartsChartplatzierungen (Jahr, Titel, Musiklabel, Platzierungen, Wochen, Auszeichnungen, Anmerkungen) | Anmerkungen                                                |
| Jahr | Titel Musiklabel                                               | JP | Anmerkungen                                                |
| ---- | -------------------------------------------------------------- | --- | ---------------------------------------------------------- |
| 2004 | TOUR 2003 “Dream’d Live” SME Japan                             | — | Erstveröffentlichung: 25. Februar 2004                     |
| 2005 | Tour 2005 “To All Tha Dreamers” SME Japan                      | JP29 (4 Wo.)JP | Erstveröffentlichung: 14. September 2005                   |
| 2007 | Live at Nippon Budōkan Tour 2007 “Single Collection” SME Japan | JP17 (5 Wo.)JP | Erstveröffentlichung: 18. Juli 2007                        |
| 2008 | Tour 2008 “ATTITUDE” SME Japan                                 | JP12 (3 Wo.)JP | Erstveröffentlichung: 30. Juli 2008                        |
| 2013 | SOUL’d OUT 10th Anniversary Premium Live “Anniv122” SME Japan  | JP54 (1 Wo.)JP | Erstveröffentlichung: 1. Mai 2013 JPN: Platz 88 DVD-Charts |
| 2014 | SOUL’d OUT LAST LIVE“0” SME Japan                              | JP36 (1 Wo.)JP | Erstveröffentlichung: 22. Oktober 2014                     |